# Păsări ocrotite
Păsări ocrotite este un film românesc din 1989 regizat de Ion Bostan.